# Odontestra unguiculata
Odontestra unguiculata là một loài bướm đêm trong họ Noctuidae.